# Elina Valtonen

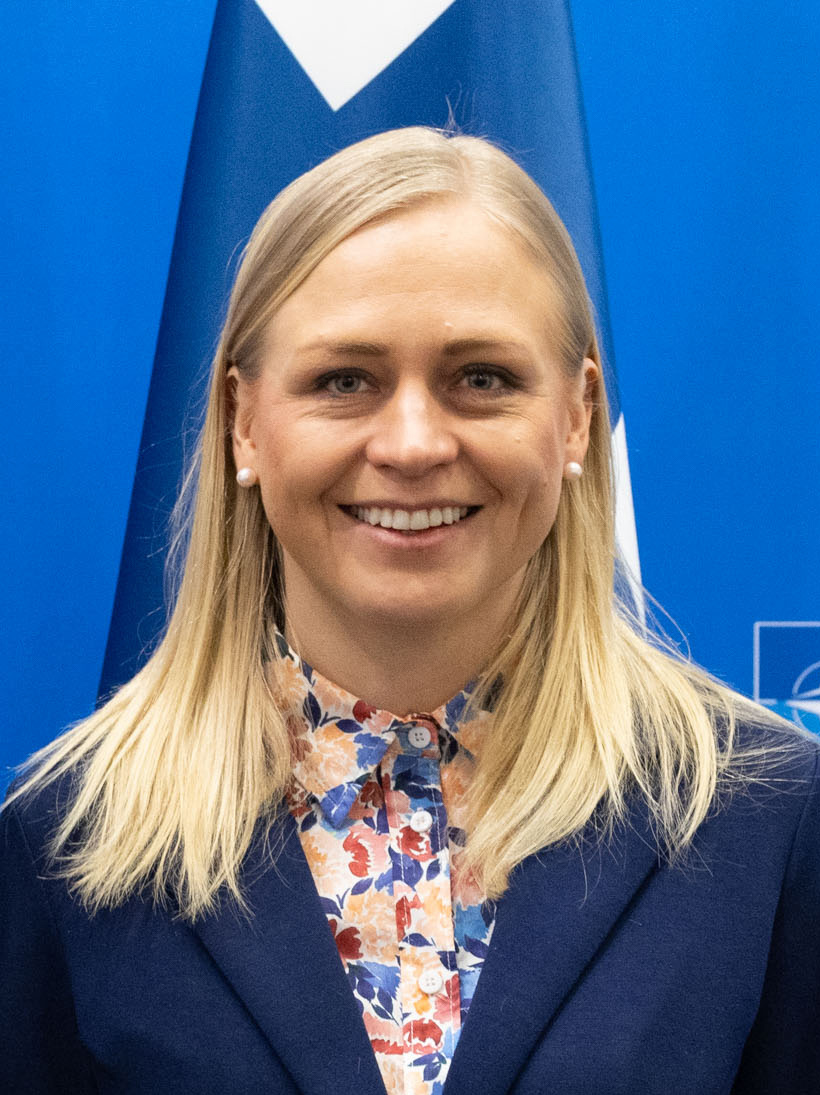
Elina Valtonen (2024)

Elina Maria Valtonen (* 23. Oktober 1981 in Helsinki, bis April 2021 verheiratete Elina Lepomäki) ist eine finnische Politikerin der Nationalen Sammlungspartei, deren stellvertretende Parteivorsitzende sie 2020 wurde. Seit dem 20. Juni 2023 ist sie Außenministerin im Kabinett Orpo.

## Leben
Elina Valtonen zog als Kind mit ihrer Familie nach Bonn in Deutschland. Im Alter von 13 Jahren kehrte sie nach Finnland zurück. Daher spricht sie fließend und akzentfrei Deutsch. Sie absolvierte ein Studium an der Helsinki University of Technology, das sie 2004 als Master of Science abschloss, sowie ein Studium an der Helsinki School of Economics, das sie 2005 ebenfalls als Master of Science beendete. Von 2003 bis 2007 war sie als Analystin bei der Nordea Bank tätig und anschließend bis 2012 bei der Royal Bank of Scotland (RBS). 2013/14 arbeitete sie als Research Director bei der Denkfabrik Libera, als deren Vorstandsvorsitzende sie von 2015 bis 2021 fungierte.
Am 4. Juli 2014 rückte sie für Jyrki Katainen als Mitglied des Finnischen Parlaments nach. Im September 2020 wurde sie neben Antti Häkkänen und Anna-Kaisa Ikonen unter dem Vorsitz von Petteri Orpo zur stellvertretenden Parteivorsitzenden der Nationalen Sammlungspartei gewählt. Bei der Parlamentswahl in Finnland am 2. April 2023 erhielt ihre Partei die meisten Stimmen, Valtonen wurde am 20. Juni 2023 Außenministerin im Kabinett Orpo unter Ministerpräsident Petteri Orpo.
Im April 2021 gab Elina Lepomäki bekannt, nach der Scheidung von Jukka Lepomäki ihren Namen auf ihren Geburtsnamen Elina Valtonen zurückzuändern.

## Publikationen
- 2018: Vapauden voitto, Verlag Otava, ISBN 978-9-51132-644-1